# Ilija Pantelić
Ilija Pantelić, em sérvio Илија Пантелић (Banja Luka, 2 de agosto de 1942 - 17 de novembro de 2014) foi um treinador e futebolista profissional sérvio, que atuava como goleiro.

## Carreira
Ilija Pantelić fez parte do elenco da Seleção Iugoslava de Futebol da Eurocopa de 1968.  

## Títulos
- Eurocopa de 1968 - 2º Lugar